# 卡尔·赫斯特
卡尔·赫斯特（英語：Carl Hester，1967年6月29日—），英国马术运动员。他曾代表英国参加1992年、2000年、2004年、2012年、2016年和2020年夏季奥林匹克运动会马术比赛，获得一枚金牌、一枚银牌和一枚铜牌。